# Ju Szangcshol
Ju Szangcshol (hangul: 유상철, handzsa: 柳想鐵, RR: Yoo Sang-chul), (Szöul, 1971. október 18. – Szöul, 2021. június 7.) válogatott dél-koreai labdarúgó, középpályás, edző.

## Pályafutása

### Klubcsapatban
1994 és 1998 között az Ulszan Hyundai labdarúgója volt. 1999 és 2002 között Japánban játszott, 1999–00-ben a Jokohama F. Marinos, 2001–02-ben a Kasiva Reysol csapatában. 2002–03-ban az Ulszan, 2003–04-ben a Jokohama F. Marinos együttesében szerepelt ismét. 2005–06-ban az Ulszan színeiben fejezte be az aktív labdarúgást. 1996-ban és 2005-ben dél-koreai bajnok volt az Ulaszannal, 1998-ban gólkirályi címet szerzett. 2003-ban és 2004-ben japán bajnok lett a jokohamai együttessel.

### A válogatottban
1994 és 2005 között 124 alkalommal szerepelt a dél-koreai válogatottban és 18 gólt szerzett. Tagja volt a 2000-es Ázsia-kupán bronzérmes, a 2002-es világbajnokságon negyedik helyezett csapatnak.

### Edzőként
2011–12-ben a Daejeon Hana vezetőedzője volt. 2014 és 2017 között az Ulszan Egyetem csapatánál tevékenykedett. 2018-ban a Csonnam Dragons, 2019-ben az Incheon United szakmai munkáját irányította.

## Sikerei, díjai
Dél-Korea
- Ázsia-kupa
  - bronzérmes: 2000
- Világbajnokság
  - 4.: 2002, Dél-Korea–Japán

 Ulszan Hyundai
- Dél-koreai bajnokság
  - bajnok (2): 1996, 2005
  - gólkirály: 1998
- Dél-koreai ligakupa
  - győztes (2): 1995, 1998
- Dél-koreai szuperkupa
  - győztes: 2006
- A3 Champions Cup
  - győztes: 2006

 Jokohama F. Marinos
- Japán bajnokság
  - bajnok (2): 2003, 2004